# Elena Georgescu
Elena Georgescu, född 10 april 1964 i Bukarest, Rumänien, är en rumänsk roddare.
Hon tog OS-brons i åtta med styrman i samband med de olympiska roddtävlingarna 2008 i Peking.